# Franz Wilhelm Schön
Franz Wilhelm Schön (* 1784 in Köln; † 5. November 1871 in Lons-le-Saunier) war ein deutscher Historien-, Landschafts- und Porträtmaler.

## Leben
Schön wurde vermutlich bereits vor 1811 künstlerisch ausgebildet, zumindest lässt sich eine erste künstlerische Tätigkeit in Köln für dieses Jahr verifizieren. Ab 1811 hielt sich Schön zur künstlerischen Weiterbildung in Paris auf, wo er Schüler an der École des beaux-arts und im Atelier von Antoine-Jean Gros wurde. Vor 1839 erfolgte dann sein Umzug nach Lons-le-Saunier, wo er bis zu seinem Tod als Maler und Gemälderestaurator tätig war.
Werke (Auswahl)
- Portrait de Mr Tamisier, maire de Lons-le-Saunier en 1815, 1830 et 1831, um 1831, Öl/Lw, 59,5 × 48,6 cm, Inv. Nr. L 208, Lons-le-Saunier, Musée des beaux-arts.
- Chasse au lièvre (Trophée de chasse), o. J., Öl/Lw, 79,6 × 112,3 cm, Inv. Nr. L 8, Lons-le-Saunier, Musée des beaux-arts.
- Chasse aux oiseaux (Trophée de chasse), o. J., Öl/Lw, 78,5 × 111,5 cm, Inv. Nr. L 7, Lons-le-Saunier, Musée des beaux-arts.